# Triangle heronià
En geometria, un triangle heronià és un triangle que té la longitud de les seves arestes i la seva àrea de valor enter. De vegades, també s'utilitza el concepte de triangle heronià per referir-se a qualsevol triangle amb arestes i àrea de valor racional, ja que en aquest cas es poden reescalar les arestes multiplicant-les per un comú múltiple per obtenir un triangle heronià en el sentit més estricte. Els triangles heronians reben el seu nom a partir del matemàtic grec Heró d'Alexandria.

## Propietats

### Triangles descomponibles
Qualsevol triangle rectangle que té per longitud de les seves arestes una terna pitagòrica és heronià, ja que les arestes són de longitud entera per definició, mentre que la seva àrea, que és la meitat del producte dels dos catets (almenys un dels quals és parell), també.

Un exemple de triangle heronià que no és rectangle és el triangle isòsceles amb arestes de longitud 5, 5 i 6; la seva àrea és 12. Aquest triangle s'obté a partir de dos triangles rectangles d'arestes 3, 4 i 5, unint-los pels costats de longitud 4. Aquest procediment funciona en general, com s'il·lustra a la figura adjunta. Donats un triangle rectangle d'arestes a, b i c, una terna pitagòrica amb c com a major nombre, i un altre triangle rectangle d'arestes a, d i e, una altra terna pitagòrica amb e com a major nombre, s'uneixen aquests triangles pels costats de longitud a. S'obté un triangle d'arestes c, e i b + d, amb àrea
{\displaystyle A={\frac {1}{2}}(b+d)a}
Aquesta àrea sempre serà de valor enter. Si a és un nombre parell, l'àrea A és entera. Si a és un nombre senar, això implica que tant b com d han de ser parells, b+d també; en aquest cas, l'àrea A també és entera.
Els triangles obtenguts amb el mètode anterior reben el nom de descomponibles.:p.9 Si bé tots els triangles descomponibles són heronians, no tots els triangles heronians són descomponibles. Un triangle heronià és descomponible si i només si té una altura de valor enter.:p.9 Per exemple, un triangle heronià d'arestes 5, 29 i 30 i d'àrea 72 no es pot construir a partir de dos triangles de ternes pitagòriques, ja que cap de les seves altures és entera.
Donada una terna pitagòrica primitiva (això és, amb tres nombres primers entre si), el triangle heronià construït a partir d'aquesta terna tampoc no es pot obtenir a partir de dos triangles pitagòrics menors.:p.17 Ara bé, si s'agafen ternes pitagòriques de nombres racionals tals que a²+b²=c², no necessàriament enters, tots els triangles heronians serien descomponibles, ja que totes les altures d'un triangle heronià són racionals (és, de fet, la meitat de l'àrea entera dividida per la base). Per exemple, el triangle heronià d'arestes 5, 29 i 30 mencionat anteriorment es pot construir a partir de dos triangles pitagòrics racionals d'arestes 7/5, 24/5, 5 i 143/5, 24/5, 29. Una terna pitagòrica de nombres racionals és simplement una versió escalada d'una terna de valors enters.

### Altres propietats
- El perímetre d'un triangle heronià sempre és un nombre parell.[7] Per tant, tot triangle heronià té un nombre senar d'arestes de longitud parella[8]:p.3 i tot triangle heronià construït a partir d'una terna pitagòrica primitiva té exactament una aresta parella.
- L'àrea d'un triangle heronià sempre és divisible per 6.[7]
- Els triangles heronians que tenen altures no enteres (indescomponibles i no pitagòrics) tenen arestes de longitud divisible per primers de la forma 4n+1, on n és un nombre natural.[4]
- Tots els bisectors perpendiculars d'un triangle heronià són racionals. Per a qualsevol triangle, aquests són {\displaystyle p_{a}={\tfrac {2aA}{a^{2}+b^{2}-c^{2}}}}, {\displaystyle p_{b}={\tfrac {2bA}{a^{2}+b^{2}-c^{2}}}} i {\displaystyle p_{c}={\tfrac {2cA}{a^{2}-b^{2}+c^{2}}}}, on les arestes són a ≥ b ≥ c i l'àrea és A;[9] en un triangle heronià, per definició, a, b, c i A són enters.
- No hi ha triangles heronians equilàters.[6]
- No hi ha triangles heronians amb una aresta de longitud 1 o 2.[10]
- No hi ha triangles heronians amb arestes les longituds de les quals formin una progressió geomètrica.[11]
- Existeixen un nombre infinit de triangles heronians primitius amb una aresta de longitud a > 2.[10]
- Si dues arestes d'un triangle heronià tenen un factor comú (que no comparteixen amb l'altra aresta), aquest factor ha de ser la suma de dos quadrats.[12]